# Chiesa di San Marco di Ca' Lando
La chiesa di San Marco e Vitale, conosciuta come chiesa di San Marco piccolo o più come chiesa di San Marco di Ca' Lando è un edificio religioso oggi inofficiato che si affaccia sulla corte Lando, in contrà San Mattia (ora via Gabelli) a Padova. La chiesa fu l'edificio conclusivo della Ca' Lando, uno dei primi esempi di edilizia popolare, creata nel 1513 su iniziativa evergetica del patrizio Marco Lando che volle donare case "per perpetua abitazione di dodici padri di famiglia".

## Storia
La chiesa di San Marco e Vitale fu iniziata nel 1533 ed ultimata nel 1534. Dopo le soppressioni napoleoniche rimase inofficiata. Negli anni trenta del Novecento al suo interno furono ricavati alcuni alloggi. Di proprietà comunale come tutta la corte, è chiusa al culto. Recentemente è stata oggetto di restauro.

## Descrizione
La chiesa si innalza a chiusura delle due ali edilizie, suddivise in sei alloggi per parte. Solo la facciata è pienamente visibile dalla corte, caratterizzata da un portale timpanato in pietra tenera, due monofore, due nicchie e sopra, un piccolo rosone coronato dallo stemma dei Lando. Estesa per 12.90 metri per 4.40 sino al 1810 conservava al suo interno tre altari compreso il maggiore, su cui era posta una tavola che il Rossetti attribuiva a Carlo Caliari. Altre opere di Giovanni Battista Bissoni: un San Vitale e una Santa Elisabetta sugli altari laterali, e sopra l'arcata del presbiterio la Vergine col Bambino e santi protettori di Padova. Tutte le opere sono disperse.
Il restauro recente ha recuperato le volte e alcuni affreschi che un tempo decoravano la chiesa.